# Men tim
Men tim  (tiếng Anh: cardiac enzymes) là các chất men đặc biệt trong cơ tim.
Khi một số cơ tim bị hủy, chất men tiết vào máu, sự tăng nồng độ giúp chẩn đoán bệnh nhồi máu cơ tim.
Trong thập kỷ trước 1990 chất creatine kinase (CK) và MB isoenzyme (CKMB) và aspartate aminotransferase (AST) được dùng nhưng vì các chất này cũng có trong các bộ phận trong cơ thể khác (như cơ vân thường, gan v.v...), xét nghiệm bằng các chất này không được chính xác.
Hiện nay troponin (loại T hay I) là phương pháp xét nghiệm tốt nhất để chẩn đoán bệnh nhồi máu cơ tim.
Troponin thường có nồng độ rất thấp, không thấy được trong máu, nhưng sẽ tăng lên trong trường hợp cơ tim bị hủy.
Troponin tăng lên ở 20% bệnh nhân 4-6 tiếng sau khi bị nhồi máu cơ tim, 95% sau 12 tiếng. Nồng độ troponin giữ độ cao trong vòng 1 tuần sau khi bệnh bắt đầu.
Trường hợp đau thắt ngực mà cơ tim chưa bị hủy, troponin sẽ không tăng lên.